# Schiaparelli EDM Lander
Schiaparelli EDM Lander è stato un lander che costituiva parte della missione spaziale ExoMars sviluppata dall'Agenzia Spaziale Europea e da Roscosmos per esplorare il pianeta Marte. È stato progettato e costruito in Italia da Thales Alenia Space con lo scopo di fornire a ESA e Roscosmos la tecnologia per compiere un atterraggio controllato sulla superficie del Pianeta rosso.
Il 19 ottobre 2016 il lander fallisce la manovra di atterraggio e si schianta a oltre 300km/h disintegrandosi. L'inchiesta dell'ESA ha appurato che causa dell’incidente è da imputarsi all’errata interpretazione dei dati provenienti dall’IMU (Inertial Measurement Unit), un giroscopio utilizzato per calcolare la velocità di rotazione di Schiaparelli attorno ai suoi assi, che ha raggiunto la condizione di saturazione già pochi istanti dopo l’apertura del paracadute. Il comportamento anomalo è durato per pochi secondi, ma tanto è bastato per mandare in tilt il sistema di controllo dell’assetto del lander.
Il lander si chiamava così in onore dell'astronomo italiano Giovanni Schiaparelli, che ha svolto importanti studi sulla superficie di Marte.

## Missione
Schiaparelli, insieme al Modulo orbitante Trace Gas Orbiter (TGO), faceva parte della prima delle due parti che compongono la missione ExoMars, il cui lancio è avvenuto nel 2016. La seconda parte, inizialmente prevista per il 2018, è stata inizialmente rimandata al 2020 (e poi ulteriormente rinviata al 2022), per ritardi nello sviluppo delle tecnologie necessarie.
Il modulo di discesa Schiaparelli e l'orbiter TGO hanno completato i test e sono stati integrati in un razzo Proton-M presso il cosmodromo di Baikonur in Kazakistan a metà gennaio 2016. Il lancio è avvenuto alle 9.31 del 14 marzo 2016. Un segnale dall'orbiter è stato ricevuto alle 21.29, confermando che il lancio era riuscito e che la sonda funzionava correttamente.

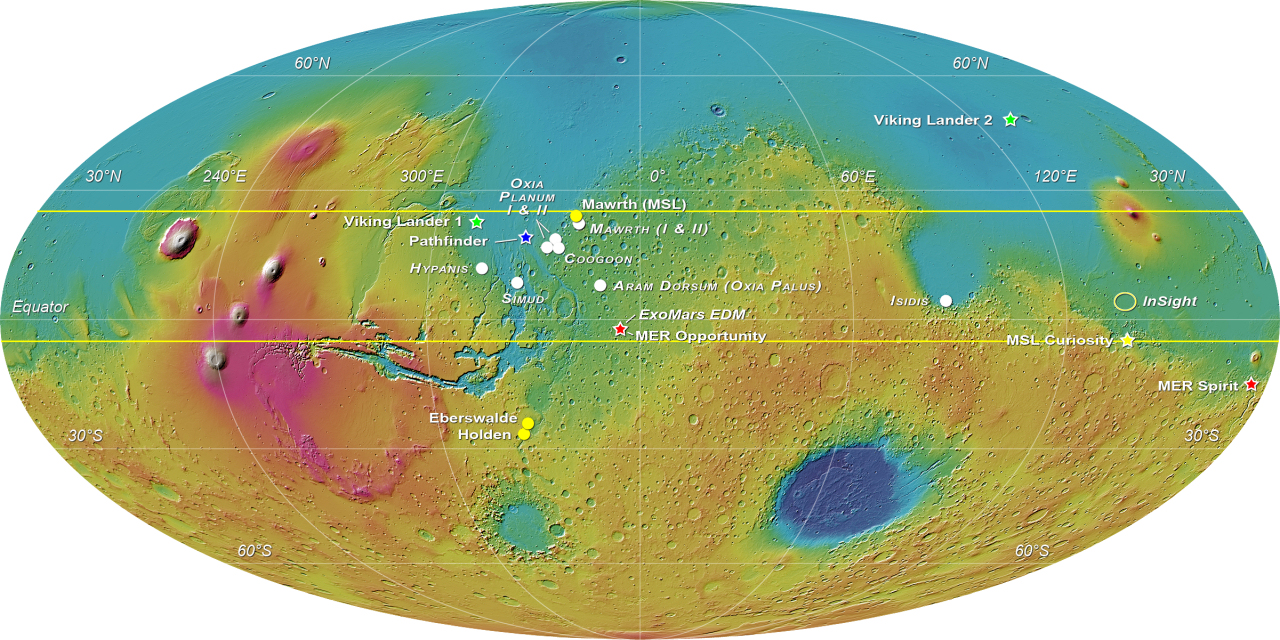
La stella rossa in centro indica il luogo scelto per l'atterraggio di Schiaparelli.

Dopo un viaggio di 7 mesi, Schiaparelli si è separato dall'orbiter il 16 ottobre 2016 entrando in una traiettoria balistica per scendere sul pianeta, mentre il TGO si inseriva nell'orbita marziana. Il luogo scelto per l'atterraggio era il Meridiani Planum, una pianura situata in prossimità dell'equatore.
Il 19 ottobre il lander ha cominciato il rientro atmosferico, ad un'altitudine di 122,5 km e una velocità di circa 21 000 km/h. In questa fase, uno scudo termico lo ha protetto dall'altissimo calore provocato dal flusso aerodinamico. Alla quota di 11 km e 1650 km/h di velocità è stato rilasciato il paracadute, che ha rallentato Schiaparelli a 270 km/h fino ad un'altezza di circa 7 km dal suolo, quindi lo scudo termico e il paracadute si sono staccati dal lander e si sono accesi i retrorazzi per fornire un'ulteriore decelerazione. A questo punto, Schiaparelli avrebbe dovuto rallentare ulteriormente fino a 7 km/h, mentre un radar posizionato sotto il lander avrebbe fornito al computer di bordo informazioni sulla distanza dal suolo. A 2 metri di altezza il computer avrebbe dovuto spegnere i motori e proseguire la discesa in caduta libera, fino ad impattarsi al suolo ad una velocità di 11 km/h.
Tuttavia, le comunicazioni con il lander si sono interrotte circa 50 secondi prima del previsto contatto col suolo, appena dopo che il paracadute e lo scudo termico erano stati sganciati dal lander. Ulteriori analisi sui dati di telemetria trasmessi in tempo reale dal lander attraverso il TGO, che agiva come ripetitore, hanno permesso agli ingegneri dell'ESA di scoprire che i retrorazzi sono stati spenti dal computer di bordo dopo solo 3 secondi invece dei 30 previsti. Secondo le stime dell'ESA, il lander ha percorso in caduta libera circa 3,7 km e ha impattato con il suolo marziano a una velocità di 540 km/h distruggendosi nell'impatto. La causa dell'insuccesso sarebbe da attribuire all'IMU (unità di misura inerziale) che avrebbe rilevato un gran numero di dati non previsti dando così l'impressione di trovarsi direttamente sul suolo e facendo spegnere i retrorazzi.

I segni dell'impatto del lander fotografati dalla sonda Mars Reconnaissance Orbiter.

Schiaparelli non ha quindi potuto effettuare i test scientifici che erano previsti una volta che fosse atterrato, ma i dati forniti hanno comunque consentito di appurare che gran parte della fase di discesa è stata conforme a quanto previsto e saranno utili per progettare l'atterraggio controllato del rover per un tentativo futuro.

## Tecnologia
Il lander era equipaggiato con strumenti scientifici progettati per acquisire dati durante la discesa e una volta atterrato sul suolo:
- DREAMS – Dust Characterization, Risk Assessment, and Environment Analyser on the Martian Surface, una stazione meteorologica con sensori per la misurazione della velocità e direzione del vento, dell'umidità, pressione e temperatura alla superficie, la trasparenza e i campi elettrici dell'atmosfera marziana;
- AMELIA – Atmospheric Mars Entry and Landing Investigation and Analysis;
- INRRI – Instrument for Landing-Roving Laser Retroreflector Investigations;
- DECA – Descent Camera, una fotocamera ha lo scopo di fornire immagini durante la discesa.

Il lander era dotato di una batteria elettrica non ricaricabile con una potenza sufficiente per funzionare da 2 a 8 sol.
| Diametro      | 2,4 m (compreso scudo termico)              |
| Altezza       | 1,8 m                                       |
| Massa         | 577 kg                                      |
| Struttura     | In alluminio con fibra di carbonio          |
| Paracadute    | Disk-Gap-Band baldacchino, 12 m di diametro |
| Propulsione   | 3 gruppi di motori a idrazina               |
| Energia       | Batteria primaria                           |
| Comunicazioni | Link UHF con il TGO                         |